# Ганс Слоун
Ганс Слоун (англ. Sir Hans Sloane; 16 квітня 1660 — 11 січня 1753) — англійський медик, натураліст, колекціонер, президент Лондонського королівського товариства; на підставі його збірки книг, манускриптів, історичних знахідок було створено (1759) Британський музей (нині — Національна бібліотека і музей Великої Британії).